# Grey Forest (Texas)
Grey Forest es una ciudad ubicada en el condado de Béxar en el estado estadounidense de Texas. En el Censo de 2010 tenía una población de 483 habitantes y una densidad poblacional de 259,73 personas por km².

## Geografía
Grey Forest se encuentra ubicada en las coordenadas 29°36′56″N 98°41′00″O / 29.61556, -98.68333. Según la Oficina del Censo de los Estados Unidos, Grey Forest tiene una superficie total de 1.86 km², de la cual 1.86 km² corresponden a tierra firme y (0.14%) 0 km² es agua.

## Demografía
Según el censo de 2010, había 483 personas residiendo en Grey Forest. La densidad de población era de 259,73 hab./km². De los 483 habitantes, Grey Forest estaba compuesto por el 94.62% blancos, el 0.62% eran afroamericanos, el 0.62% eran amerindios, el 1.24% eran asiáticos, el 0% eran isleños del Pacífico, el 1.24% eran de otras razas y el 1.66% pertenecían a dos o más razas. Del total de la población el 14.49% eran hispanos o latinos de cualquier raza.

## Educación
El Distrito Escolar Independiente de Northside sirve a la ciudad.
Escuelas que sirven a Grey Forest:
- Helotes Elementary School (Helotes)[8]
- Hector Garcia Middle School (San Antonio)[9]
- Sandra Day O'Connor High School (Helotes)[10]